# Contea di Citrus
La contea di Citrus (in inglese Citrus County) è una contea della Florida, negli Stati Uniti. Il suo capoluogo amministrativo è Inverness. Più del 90% della popolazione vive al di fuori delle uniche due città incorporate della contea, Inverness e Crystal River.

## Geografia fisica
La contea si trova nella zona centro-occidentale dello stato e si affaccia a ovest sul Golfo del Messico. Il territorio comprende anche numerose isole. Rintra nella regione geografica della Nature Coast. La contea ha un'area di 2002 km² di cui il 24,49% ricoperto d'acqua.

### Contee confinanti
- Contea di Levy - nord
- Contea di Marion - nord-est
- Contea di Sumter - est
- Contea di Hernando - sud

## Storia
La contea di Citrus fu creata nel 1887. Fu denominata "Citrus" per i numerosi campi di agrumi presenti sul territorio. Agli albori la contea era parte integrante della Contea di Hernando.
La produzione di agrumi ebbe un grave declino durante il "Grande Freddo" del 1894-1895. Oggi gli agrumi crescono su un'immensa piantagione, la piantagione Bellamy.
Anche le miniere di fosfato ebbero un ruolo importante nella storia della contea fino alla fine della seconda guerra mondiale. Il primo giornale della Contea di Citrus si chiamò infatti Phospate Times.

## Centri abitati[6]
Le uniche due city sono Inverness (il capoluogo) e Crystal River.

### Census-designated place
- Beverly Hills
- Black Diamond
- Citrus Hills
- Citrus Springs
- Floral City
- Hernando
- Homosassa
- Homosassa Springs
- Inverness Highlands North
- Inverness Highlands South
- Lecanto
- Pine Ridge
- Sugarmill Woods

## Politica
| Anno | Repubblicani | Democratici | Altri |
| ---- | ------------ | ----------- | ----- |
| 2004 | 56,9%        | 42,1%       | 1%    |
| 2000 | 52,1%        | 44,6%       | 3,3%  |
| 1996 | 40,6%        | 44,4%       | 15%   |
| 1992 | 36,7%        | 35,6%       | 27,9% |
| 1988 | 63%          | 36,4%       | 0,7%  |